# Clarkinella canadensis
Clarkinella canadensis är en stekelart som beskrevs av Mason 1981. Clarkinella canadensis ingår i släktet Clarkinella och familjen bracksteklar. Inga underarter finns listade i Catalogue of Life.